# كأس أيرلندا الشمالية 1948–49
كأس أيرلندا الشمالية 1948–49 (بالإنجليزية: 1948–49 Irish Cup)‏ هو موسم من كأس أيرلندا. كان عدد الأندية المشاركة فيه  16، وفاز فيه ديري سيتي.